# アメリカ民主社会主義者
アメリカ民主社会主義者（英語：Democratic Socialists of America、略称：DSA）は、アメリカ合衆国の政党、もしくは政治団体。
旧・アメリカ社会党（SPA）の後継団体の一つとしてかつては社会主義インターナショナルに加盟し、名称に掲げられた民主社会主義による政治を目的としている。

## 概要
1972年、ベトナム戦争や新左翼運動の評価を巡ってアメリカ社会党が反共主義派・社共共闘派に分裂し、反共主義派は合衆国社会民主党（SDUSA）、社共共闘派は合衆国社会党（SPUSA）を結党した。分裂騒動でSDUSAとSPUSAの双方に参加しなかったマイケル・ハリントンらは、「中間派」の暫定組織として民主社会主義者組織委員会（DSOC）を結成した。ハリントンはDSOCを「余り物の中の余り物」と自嘲的に評していたが、結果的には最大の派閥へと成長した。

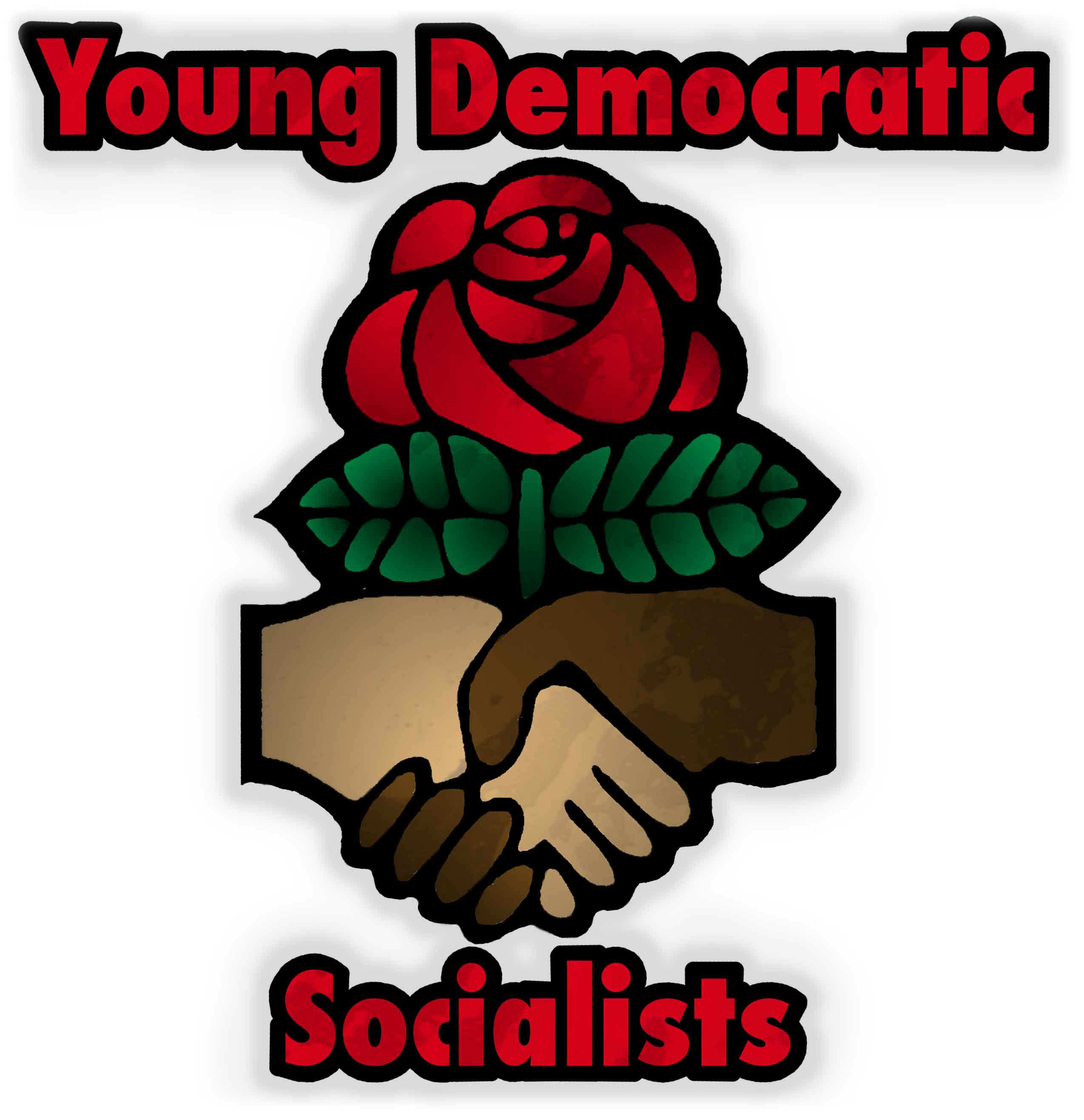
党青年団が使用するDSAの党章

1982年、DSOCは運動員の殆どが社会主義者や共産主義者で占められる既成左翼（オールドレフト）の組織でありつつも、新左翼（ニューレフト）系のフェミニスト団体・ニューアメリカ運動（NAM）との合流を決断し、党名をアメリカ民主社会主義者（DSA）に改めた。DSOCからハリントン、NAMからバーバラ・エアエンライクがそれぞれ共同議長に選出された。DSAはハリントンの他、アメリカ社会党の政治家であるユージン・V・デブスとノーマン・トーマスらのイデオロギーを源流とした。NAMを通じてフェミニズムの思想もある程度は取り込まれた。
DSAは金権政治の一掃、雇用の安定、性差別や文化的抑圧の撤廃などを党の目標とした。アメリカ最大の社会主義組織ではあるものの、それでも2大政党制においては単独での影響力は限定的である。アメリカ政界で第3党 (Third party)と総称される小政党の中でもリバタリアン党、緑の党、立憲党の後塵を拝している。その為、自己を正確には政党ではなく運動体と定義している通り、選挙戦では他党の支援を基本としている。具体的には中道左派の民主党もしくは緑の党を支援する事が多いが、加入戦術として両党から敬遠される場合もある。著名なメンバーには俳優のエドワード・アズナー、フェミニストのグロリア・スタイネム、アメリカ労働総同盟・産業別組合会議（AFL-CIO）の会長ジョン・スウィーニー、ダニー・K．デーヴィス下院議員、メージャー・オーウェンズ下院議員、ロン・デラムス下院議員らが挙げられる。
2016年、社会主義者を自認する無所属のバーニー・サンダース上院議員が民主党に入党して、大統領候補を選ぶ予備選に出馬した事はDSAにとっても好機となった。サンダースと協力関係にあったDSAは組織を挙げて支援を行い、左派のアウトサイダーながらサンダースが躍進する原動力の一つとなった。最終的に不公平な予備選挙の運営もあってヒラリー・クリントンに敗れた後、サンダースは再び無所属に戻った。しかし左派の青年層や急進派からサンダースはカリスマ的な支持を集め続けており、こうした民主党に飽き足らないサンダース主義者の受け皿としてDSAは急速に党組織を拡大している。ヒラリーが右派のアウトサイダーとして共和党予備選に勝利したドナルド・トランプに敗北した後、一層にその傾向は強まった。
2017年、それまでベテラン党員を中心に6000名程度で推移していたDSAの党員数は短期間で5倍の3万名となり、青年党員の増加で平均年齢は68歳から33歳にまで下がった。党員増加に対応すべく党支部も41から180に増設された。同年には組織内候補として13名の党員（民主党員との兼務含む）が州議会選挙で当選を果たした。2018年、党員数の伸び率は止まらず5万名にまで到達した。同年の党大会では社会主義インターナショナルが左派政党の新自由主義化に対して無批判であるとして、同連盟からの離脱を採択した

## 党史

### 結党
1982年、民主社会主義者組織委員会（DSOC）とニューアメリカ運動（NAM）の合併によって、内国歳入法第501条C項に基く非営利団体としてアメリカ民主社会主義者（DSA）が結党された。党員はDSOC出身が5000名、NAM出身が1000名で旧社会党系が主流であった。DSOCはベトナム戦争に対する評価を巡って分裂したアメリカ社会党の分派であり、NAMは学生運動後に崩壊した民主主義社会学生連合の残党だった。両者が合流したDSAは既成左翼と新左翼が混合した存在となった。
党章には赤旗に握手する手と薔薇が描かれているものが採用されたが、薔薇は国際メーデーの起源となったヘイマーケット事件以降、社会主義のイメージとして伝統的に用いられている。最も古い例はフランス社会党の党章となるが、DSAにとってより直接的にはDSOC時代に社会主義インターナショナルのマークを参考にした事に因る。DSA党章は薔薇を握る手をアメリカにおける人種差別への反対から「白人と黒人の握手」に置き換えている。

### 民主党への加入戦術

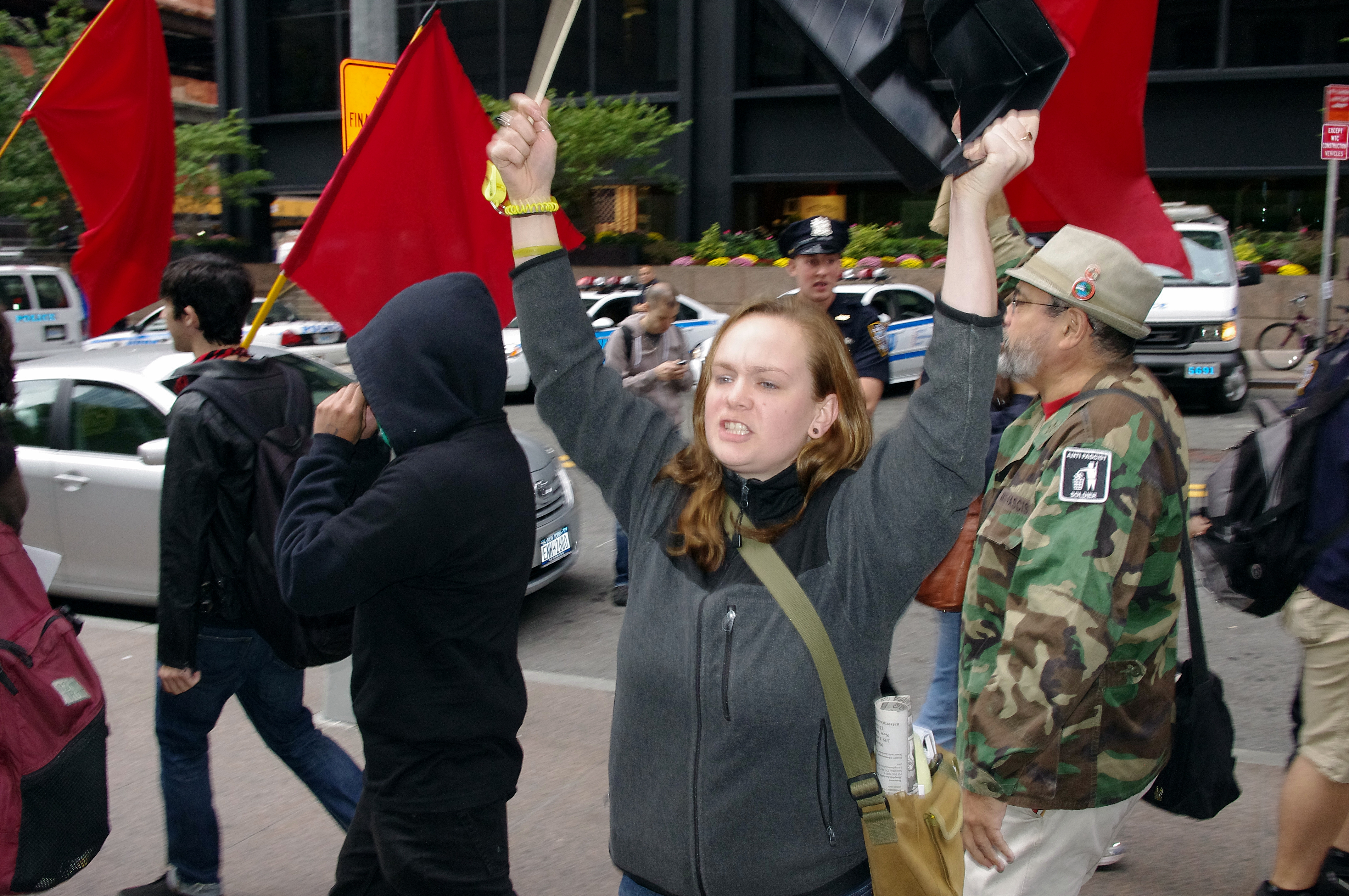
赤旗を掲げるDSAのデモ隊
（ウォール街占拠運動、2011年）

議会政治において、DSAはハリントンによる「（アメリカにおける）現実社会での左翼は多くの場合、民主党において見つける事ができる」との発言が示す様に、二大政党制における民主党への支援を通じて目的の達成を図った。DSAが正式には政党ではなく政治団体である事も、民主党員の党籍を得る上では好都合だった。1984年、大統領選挙で共和党のロナルド・レーガン大統領に挑んだ民主党のウォルター・モンデールを支援している。モンデールがレーガンに敗れると、続く1988年の大統領選挙ではアフリカ系アメリカ人候補のジェシー・ジャクソンを熱狂的に支持した。1993年、民主党の中道勢力から選出されたビル・クリントン政権について、「満足できるものではない」として「C-」の評価を与えている。1995年以降、DSAは選挙戦において新党と民主党のどちらか一方に支援を集中させない事を基本とした。

2000年の大統領選挙では党として明確な方針を示さず、何人かの著名な党員は緑の党のラルフ・ネーダーを支援し、また民主党のアル・ゴア、合衆国社会党のデビット・マクレイノルズなどを支援する党員もいた。2004年、前回とは異なり民主党候補のジョン・ケリー支持で方針を一本化し、党委員会は以下の声明文を発表した。「我々はジョン・ケリー氏による政権に幻想は抱いていないし、彼の対テロ戦争に対する批判の遅さや自由貿易への賛意に失望しているが、ブッシュ大統領がレーガン政権の様に反動的であるとも認識している。ケリー氏の敗北は中道左派の敗北ではなく、左翼全体の敗北になるだろう。それはレーガンに対するモンデールの敗北の様に右翼を傲慢にし、労働組合や有色人種を含めた左翼を挫折させるだろう。そしてもし勝利すれば、進歩主義者は勝利を齎した下層からの民主的な動きによって新しい政権に圧力を加える事ができるだろう…」。
2008年、大統領選挙では共和党候補のジョン・マケインに対抗する民主党候補のバラク・オバマを批判的ながらも支持した。左派系雑誌のネイション誌に「オバマ政権の進歩主義政策」という提言書が掲載され、作家・政治家のトム・ハイデン、俳優のダニー・グローヴァーらと共にDSAの活動家であるバーバラ・エアエンライク、ビル・フレッチャー・ジュニアが名を連ねた。エアエンライクらはバラク・オバマ政権がロバート・F・ケネディ以来の進歩主義政権となる可能性を主張した。オバマ政権初期において試みられた政策は右派から「社会主義」と攻撃を受けた。当然ながら民主党やオバマ政権は社会主義と見られる事を拒否したが、社会主義を自認するDSAも同じくオバマ政権の政策を社会主義とは認めなかった。しかし結果的に「社会主義」というキーワードが再び注目を集め、DSAも知名度を上げて「最近の12ヶ月間で過去12年間を凌ぐ注目を集めている」と評された。

### サンダース派との連帯
民主党への浸透と平行して独立系候補（無所属）の左派政治家であるバーリントン市長バーニー・サンダースとの協力関係も結ばれていた。2005年、DSA党員集会で来たる中間選挙についてバーモント州のバーニー・サンダースのみ支持候補に選出された。無所属の政治家であるサンダースは民主党より急進的なバーモント進歩党の支持を受け、下院から上院への鞍替え選挙に臨んでいた。DSAは進歩党に続いてサンダースの支持団体となり、上院選挙での勝利に貢献して連携を深めた。2007年に開かれたアトランタのDSA党員集会ではサンダースが基調講演を行い、参加者の増加や青年層への支持拡大が確認された。それまでDSAは第3党 (Third party)として独立系候補を立てるより民主党内で活動する事が多かったが、同時に民主党が企業献金に依存している事を強く批判していた。DSAは「アメリカ民主社会主義者の政治的パースペティクブについて」という文章の中で、以下の様に反企業（反資本主義）を説いている。

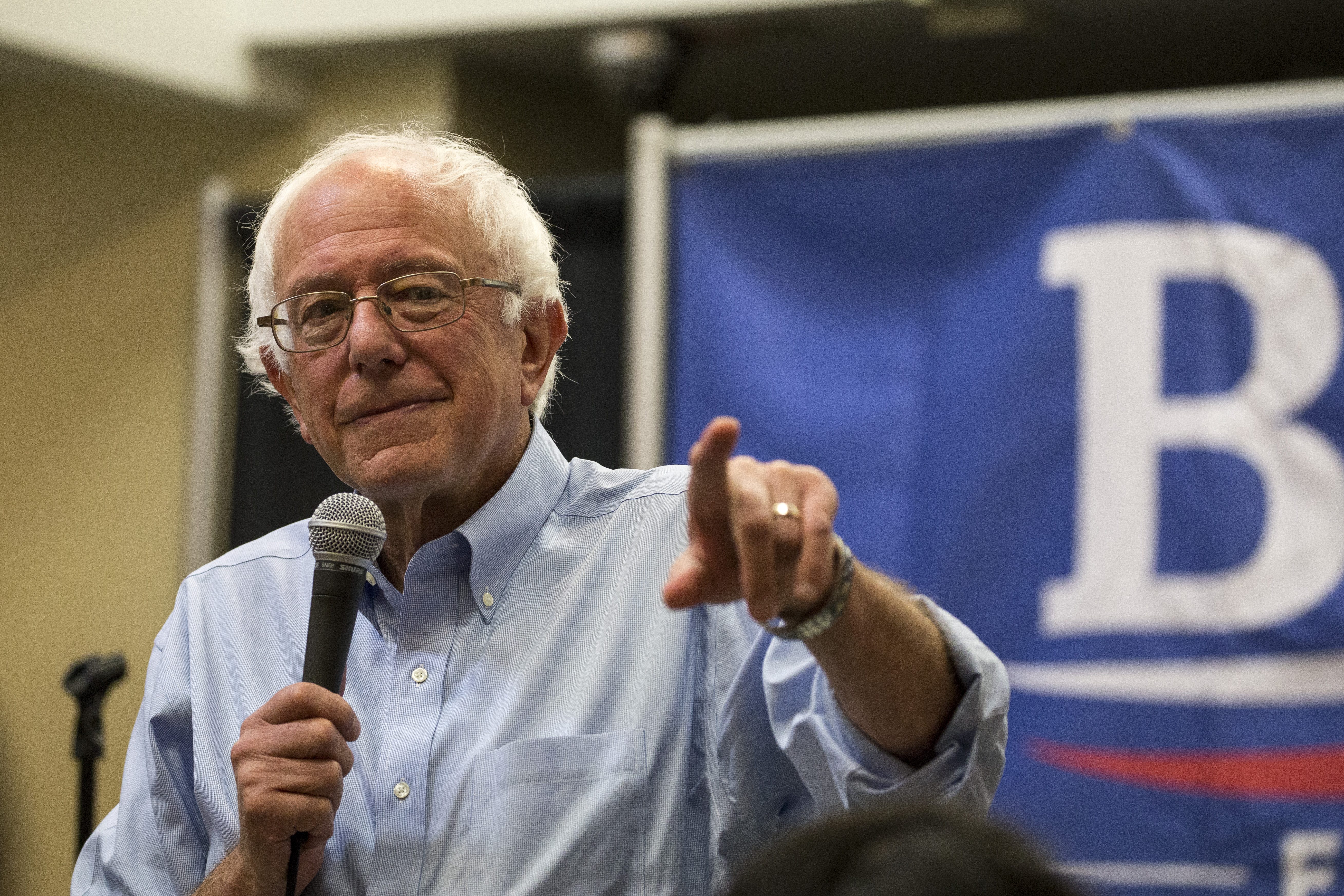
バーニー・サンダース

「幅広い進歩主義の同盟を代表する候補者を支援するため、民主党の予備選では進歩的かつ独立した政治行動が展開され続けるだろう。こうした場合、民主社会主義者は労働者、女性、有色人種、そしてその他の潜在する反企業の動きを基盤とする選挙連合を支援する。（中略）…我々にとって選挙とは手段に過ぎず、目的は強固な反企業連合の構築にある」。
オバマ政権後となる2016年の大統領選挙は冷戦以来、もっとも熾烈な戦いとなった。それは本選だけではなく2大政党（共和党・民主党）による候補者選定（予備選挙）の時点で表面化していた。まず共和党の側ではヒスパニックなど新興移民を右派に取り込む事が期待され、キューバ系アメリカ人のテッド・クルーズ上院議員やマルコ・ルビオ上院議員が有力視されていた。しかし独立系候補として出馬すると見られていた実業家ドナルド・トランプが共和党予備選に立候補すると、レーニン主義を自称する極右活動家のスティーブ・バノンと共に右派ポピュリズムを掲げ、急速に党員の支持を集めて台頭した。
一方、民主党の予備選挙でも最有力候補と見られていたヒラリー・クリントンに対し、無所属であったサンダースが左派ポピュリズム的な主張を掲げて立候補した事で一挙に政局は流動化した。ビル・クリントン元大統領の妻であり、オバマ政権の国務長官でもあったヒラリーは民主党指導部からの全面的な支援を受けていた。また「初の女性大統領」をキーワードに女性票の取り込みを狙い、政策面でも夫と同じ中道主義として穏健なリベラル層から支持を集めた。対するサンダースは草の根民主主義で青年層や労働者層の民主党員から熱狂的な支持を集めたものの、党内には殆ど支持基盤がなくバーモント進歩党も全国的な組織を持たなかった。そうしたサンダースの選挙戦を党外から支えたのがDSAであり、「社会主義者の大統領候補」を擁立すべく組織を上げてサンダースを支持した。
サンダースの政策面について「ニューディール政策を参考にした経済政策は必ずしも社会による経済のコントロール（計画経済）を達成しなかった」と付言しつつも、大統領選への立候補を前向きな政治的情勢として支援を決定した。民主社会主義者と自らを定義する人物が立候補する事、生涯に亘って労働者の為の公共政策と民主的権利に尽くしてきた人物の立候補が必要であるとした。DSAは党員に向けて「#WeNeedBernie」（私達にはバーニーが必要だ）というフレーズを使った宣伝を展開した。民主党予備選でサンダースはヒラリーと一進一退の攻防を続ける大健闘を見せ、トランプの様に番狂わせには至らなかったが最終的に民主党員の43.1%から支持を集め、「サンダース派」と呼ばれる急進勢力が民主党支持層に構築された。

### 党勢の拡大

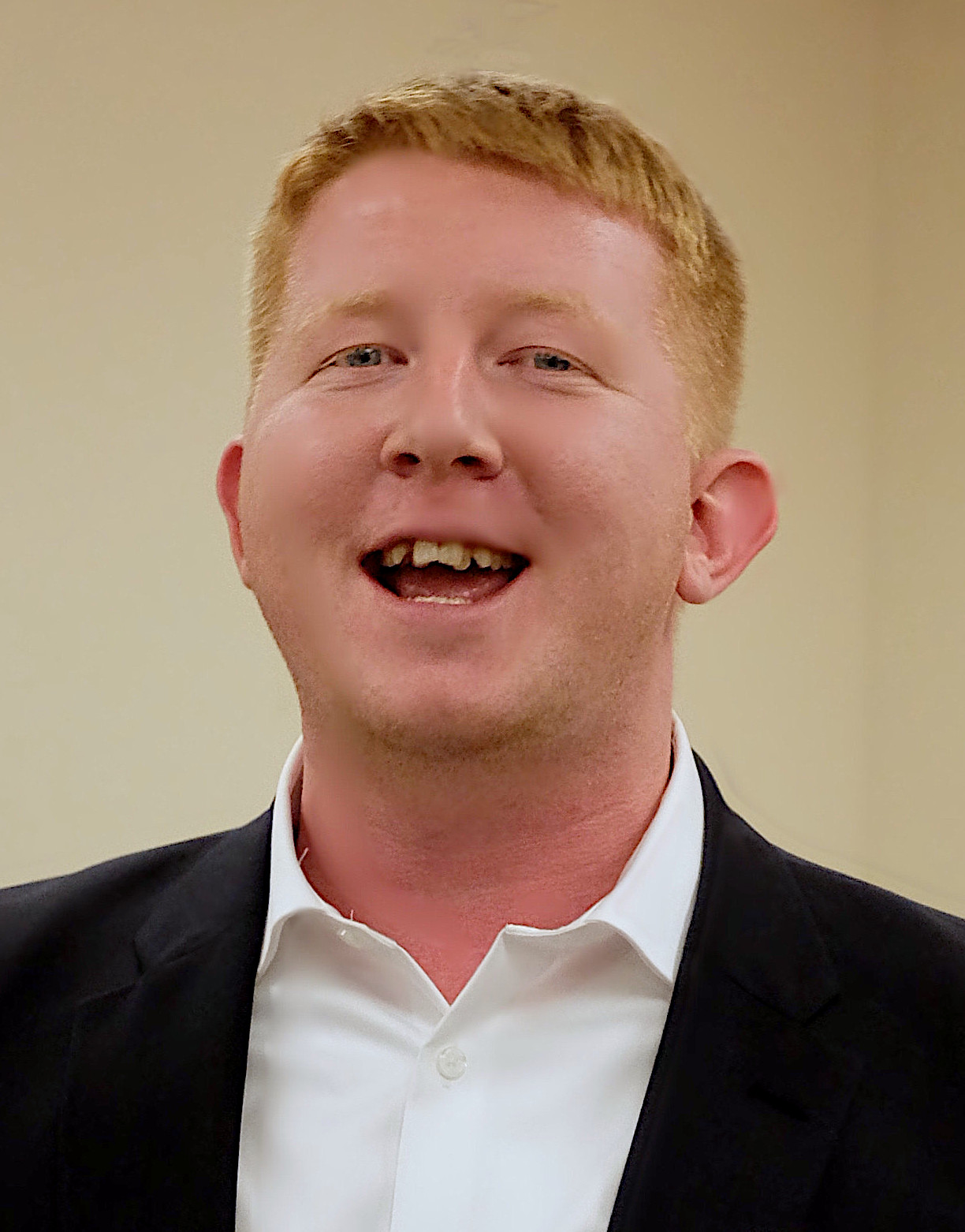
リー・カーター

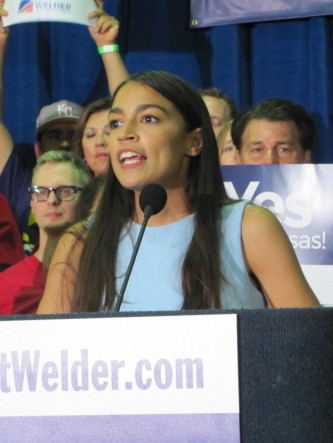
アレクサンドリア・オカシオ・コルテス

予備選挙後、民主党指導部による不公平な予備選挙についての批判が続き、民主党は穏健なリベラルと急進的な左翼勢力との間で分断された。DSAも大統領選挙ではトランプの当選に反対したが、リベラル派のヒラリーにも協力しないと声明した。
大統領選挙本選では民主党の支持層であった労働者層を切り崩したトランプが勝利し、左翼・右翼双方のエスタブリッシュメントが敗北する結果となった。アメリカ政治で中道主義が後退する中、共和党内では「トランピズム（Trumpism）」が勢力を広げたが、民主党でも「サンダーシズム（Sandersism）」が影響力を持った。しかし共和党の保守主義者がトランプ主義者に主導権を奪われたのに対して、民主党のリベラルはサンダース主義者を押さえ込む事に成功した。
大統領選での敗北後も民主党内ではオバマ、ヒラリー、ジョー・バイデンといったオバマ政権の閣僚陣が依然として権限を持ち、若者に不人気のナンシー・ペロシが彼らの代理人として党を率いる立場に就いていた。サンダース本人も民主党執行部の助言者とはなったものの、無所属政治家として党外に留まった。このような民主党の姿勢はDSAに極めて有利に働き、民主党に失望したサンダース主義者の受け皿として党員を増加させた。予備選挙からの1年間だけで新たに2万4000名がDSA党員となり、党組織は急速かつ飛躍的に増大した。
2017年、州議会選挙においてDSAから複数の組織内候補が擁立され、15名が州議会議員に当選を果たした。その多くは民主党員としての党籍を持って民主党から出馬したが、実態としてはDSA党員のサンダース主義者であった。候補者の20%程度しか勝てなかったそれまでの選挙に対して今回は候補者の56%が勝利を収め、バージニア州議会で当選したリー・カーターら35名の州議会議員が所属する組織となった。DSA系議員の増加は著しい警戒感を抱かれ、バージニア州議会ではカーターの演説中に背後で別の議員が鎌と槌の壁紙が設定されたノートパソコンを掲げる騒動が起きている。
2018年、中間選挙を控えるDSAは州議会選挙と同じく躍進を狙い、連邦議会での勝利を目指している。現在、DSAは党費を支払う3万7000名の正式党員が全米で加入しており、テキサス州など最南部にまで党支部を持つなど他の極左勢力を矮小化する勢力を持っている。42名の候補者（非公式の候補者も含めれば110名）が20州で擁立され、例によって民主党最左派からの立候補という加入戦術が採用されている。地方選（州議会）ではペンシルバニア州議会下院の民主党予備選挙で4名のDSA系女性候補者が勝利し、敗れた側の2名は民主党右派の男性で現職候補者だった。他にモンタナ州議会下院で2名、メイン州議会下院で1名、カルフォルニア州議会下院で1名のDSA候補者が民主党予備選で勝利した。
国政選挙（合衆国議会、連邦議会）ではDSA党本部があるニューヨーク州の第14選挙区から、女性党員のアレクサンドリア・オカシオ・コルテスが下院候補者に擁立された。。6月26日、民主党の現職議員であるジョー・クロウリー下院議員が民主党予備選挙でコルテスに敗北した事は大きな話題となり、コルテス勝利の翌日にはDSAに1日の加入者としては過去最大となる1000名以上の新規党員が加入した。ニューヨーク州第14選挙区は民主党の地盤で他党に勝機が殆どなく、予備選の時点でDSA系候補者の勝利が確定した。ペンシルバニア州議会での出来事と同じく、クロウリーもまた民主党右派の男性党員かつ現職候補であり、現状の民主党や中道左派への不満が浮き彫りとなった。しかしながら、自身も女性政治家であるナンシー・ペロシは「（予備選での勝敗という事以外に）何か意味のある事とは思わない」と声明、1つの選挙区での騒動に過ぎないとして急進派を牽制した。
一方、党務の責任者である民主党全国委員長のトム・ペレスは「民主党の未来を表している」と好意的に評した。党外ではトロツキスト系の新左翼団体・第4インターナショナル国際委員会から民主党右派に対抗する勢力としてDSAを賞賛する声明が出された。6週間後、DSAが支援するイスラム教徒の女性政治家でミシガン州第13選挙区から合衆国下院に立候補していたラシダ・タリーブも民主党予備選に勝利した。党員数はコルテス勝利の時点で4万2000名となり、中間選挙時点では5万名に到達した。同年11月6日、中間選挙でコルテスが予測通り合衆国下院議員に当選した。クロウリーが他の急進政党の働く家族達の党から支援を受けて独立候補として出馬した事を除けば、共和党が形式的に候補を擁立するのみに終わり、大差で勝利した。

## 組織

### 党員

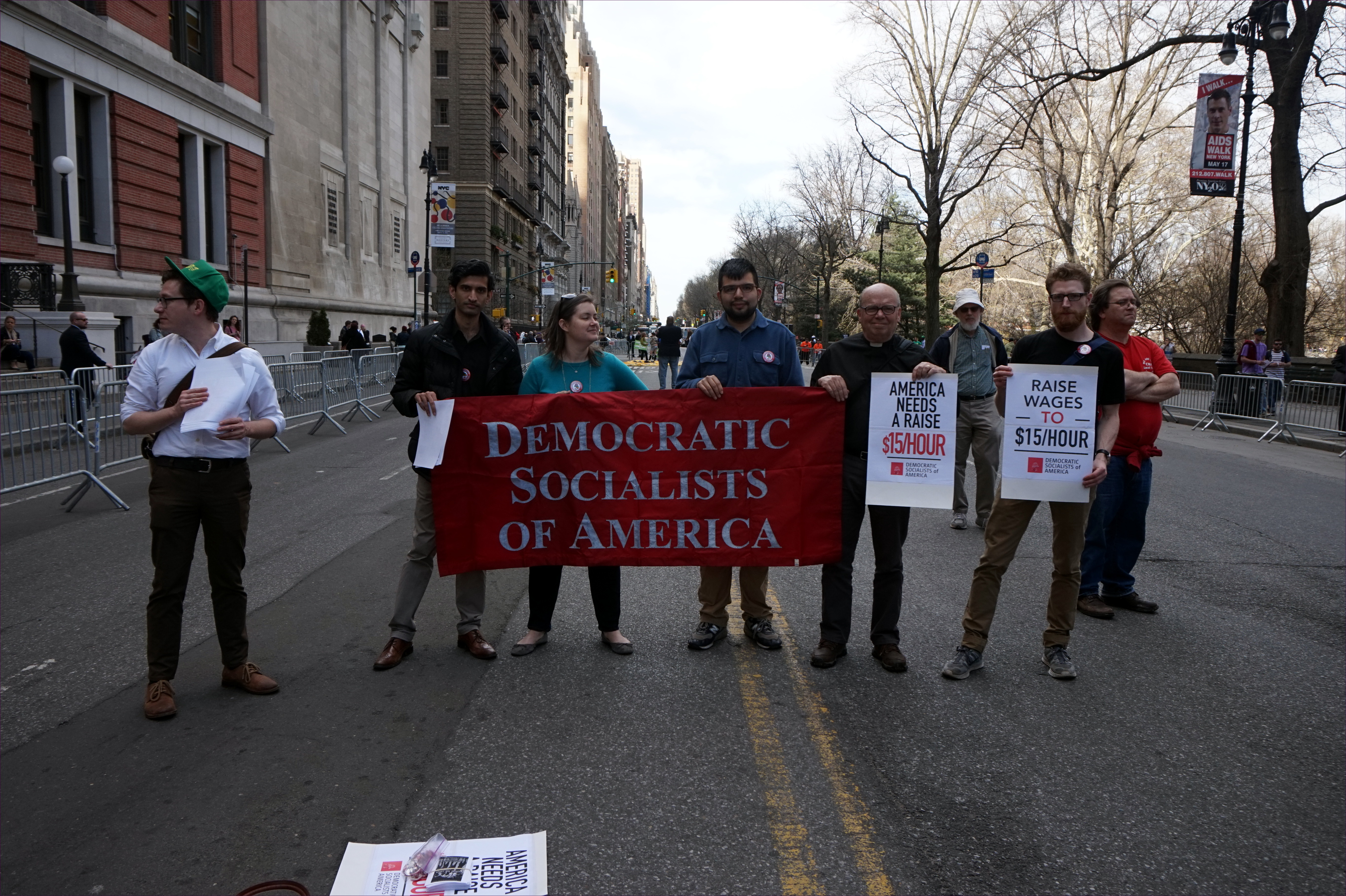
最低賃金15ドルを求める政治集会で横断幕を持つDSA党員
（シカゴ、2015年）

DSAの党員資格は基本的に党費を納入する事で取得できるが、逆に党費未払いで除名とした事はないとしている。また全ての党員には党機関紙「Democratic left」（民主的左派）の購読も義務付けられている。他に年会費80$の家族党員資格や、非党員向けの購読制度なども用意されている。
1980年代、前身となるDSOC時代の党員数は5000名程度だったが、NAMとの合併で1987年に約7000名となった。それから党員数は殆ど変わらず、15年後の2002年にFOXニュースが行った取材では約8000名が党員であったとしている。2005年、ダイレクトメールを使った党員募集キャンペーンで党員数が2003年7月時点と比較して13％増加したと発表した。
DSAは毎年の党員数を公開しておらず、メディアやマスコミが報道している情報の正確性についても正式にコメントしていない。しかしながらDSAはアメリカ合衆国郵便公社による郵送料金の助成を利用する上で「党の所有、運営、流通について」という声明文を乗せた党機関紙を毎年発行している。声明文の乗った号は党費を払っている党員にのみ送付され、他の入手方法もない事から党員数を調べる上で重要となる。
声明文が掲載された「民主的左派」の発行部数から確認できる党員推移は以下の通りとなる。
| 年度   | 発行部数（党員数） | 声明文の掲載されている号とページ番号 |
| ------ | ------------------ | ------------------------------------ |
| 2001年 | 5,846              | Vol. 29, no. 3, p. 15                |
| 2002年 | 出版せず           |                                      |
| 2003年 | 4,890              | Vol. 31, no. 3, p. 2                 |
| 2004年 | 4,535              | Vol. 32, no. 3, p. 2                 |
| 2005年 | 4,622              | Vol. 33, no. 3, p. 15                |
| 2006年 | 4,883              | Vol. 34, no. 3, p. 3                 |
| 2007年 | 5,443              | Vol. 35, no. 3, p. 3                 |
| 2008年 | 5,710              | Vol. 36, no. 3, p. 3                 |
| 2009年 | 5,707              | Vol. 37, no. 3, p. 3                 |
| 2010年 | 5,874              | Vol. 38, no. 4, p. 15                |
| 2011年 | 5,707              | Vol. 39, no. 3, p. 12                |
| 2012年 | 6,204              | Vol. 40, no. 3, p. 3                 |
| 2013年 | 出版せず           |                                      |
| 2014年 | 6,445              | Vol. 42, no. 3, p. 13                |
| 2015年 | 6,216              | Vol. 43, no. 3, p. 10                |
| 2016年 | 6,745              | Vol. 44, no. 3, p. 11                |
| 2017年 | 28,811             | Vol. 45, no. 3, p. 8                 |

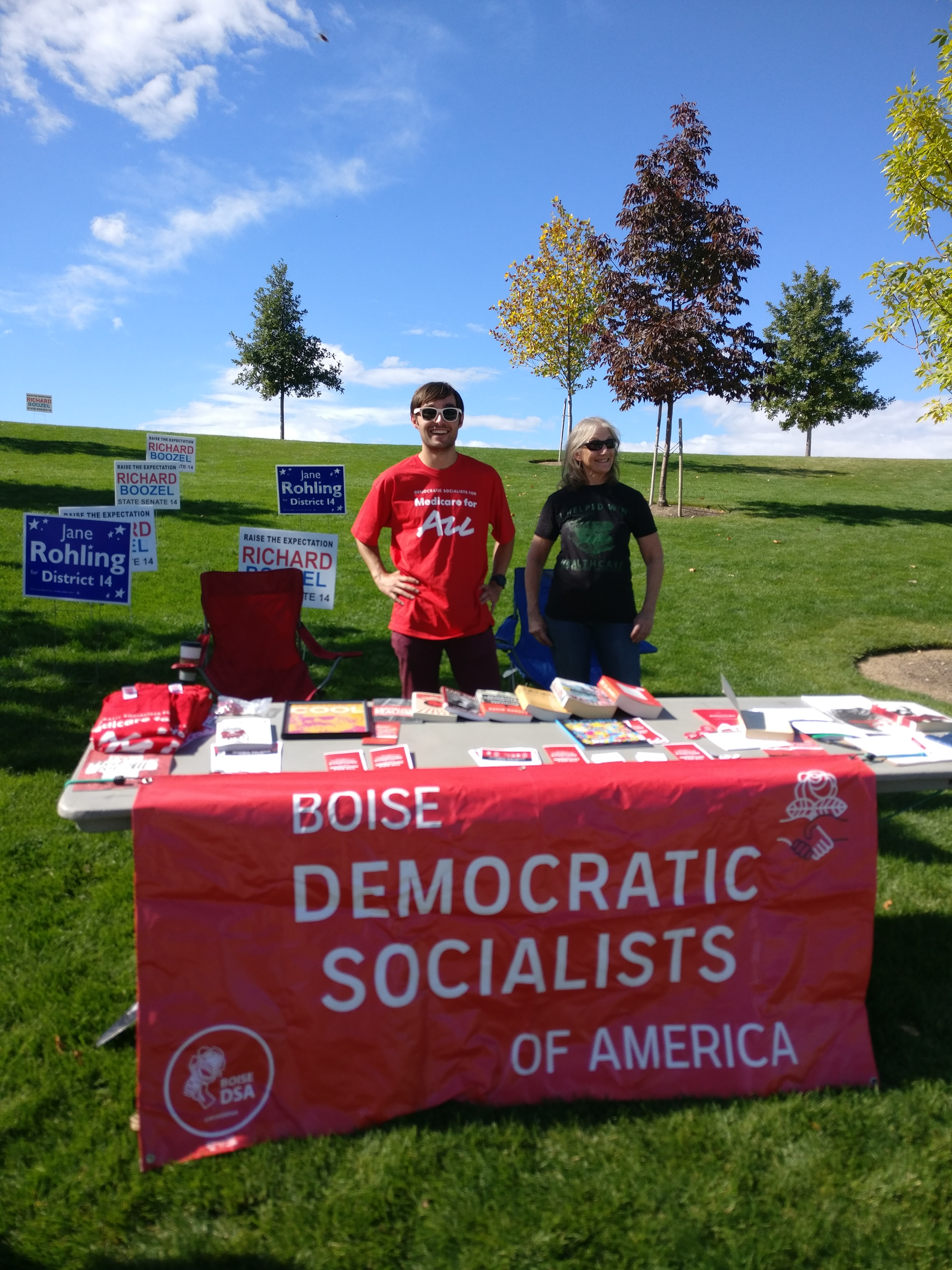
2018年9月に開催された包括政党イベントでのDSAボイシ支部創設メンバーの2人

2017年の大統領選挙とドナルド･トランプ政権の成立はDSAの党員を飛躍的に増加させた。同年に党大会が行われない年度に財務状況の報告書を全党員に送付する決議が行われ、2018年8月に最初の報告書が作成された。2018年の報告書では党員数の公表も行われ、2011年から2015年について「一貫して約6000名前後」とした上で、2016年以降の党員数については以下の通りとしている。
| 日付           | 出来事                 | 党員数   |
| -------------- | ---------------------- | -------- |
| 2016年6月1日   | 全国党大会直前         | 6,500名  |
| 2016年11月1日  | 大統領選挙直前         | 7,600名  |
| 2016年11月17日 | 大統領選挙後           | 10,000名 |
| 2017年1月30日  | トランプ政権成立後     | 15,000名 |
| 2017年4月4日   |                        | 20,000名 |
| 2017年7月31日  |                        | 25,000名 |
| 2017年10月16日 |                        | 30,000名 |
| 2018年6月29日  | コルテスが予備選で勝利 | 40,000名 |
| 2018年7月12日  | 中間選挙後             | 45,000名 |
| 2018年8月16日  | 報告書発表             | 49,000名 |
Source: Theresa Alt and Sasha Hammad, 2017 Democratic Socialists of America financial report, DSA, Aug. 2018.
この成長は明らかに大統領選でのバーニー・サンダースの支持者層であり、Twitterを使ったソーシャルメディアや左派系雑誌「ザ・バッフラー」「ジャコビン」、ポッドキャストニュース「チャポトラップハウス」などを通じて極左的な政治運動への関心を持ったアメリカの青年層に由来している。またサンダース効果とは別に、前述の通り「社会主義的」と批判されたオバマ政権や世界金融危機時のウォール街占拠に代表される反資本主義的な占拠運動などの影響により、30歳以下の世代で共産主義・社会主義への抵抗感が薄れているとの調査結果もある。
急速な党員増加に対して、DSAは好意的な結果だけでなく戦略面・戦術面の双方で幾つかの問題とも直面している。それらは民主党との関係、民主的なボトムアップに関する中央指導部の管理やイデオロギー的な役割、アメリカの多様化する人口動態の反映などが挙げられる。現状としてDSAは鉄の結束を持った前衛党というよりは、左派ポピュリズム的な包括政党（big tent）になりつつある。多様性を持った「左派の包括政党」として、DSAは団結を重視する事よりも問題別に委員会を開いて方針を決定させる場合が多い。支部組織では時に全国方針に従う事もあり、ブレーキランプの修理キャンペーン、防災活動、医療保険制度改革の支援などを行っている。
2018年3月、15名のDSA党員が加わったコロラド州デンバーの民主党組織が反資本主義的を綱領に採用した。綱領案では市が設置したWi-Fiのボイコットや反イスラエル運動など様々なテーマが議題に上がったが、最終的に生産手段の共有を明示したイギリス労働党の綱領を参考にした案が採用された。

### 党組織

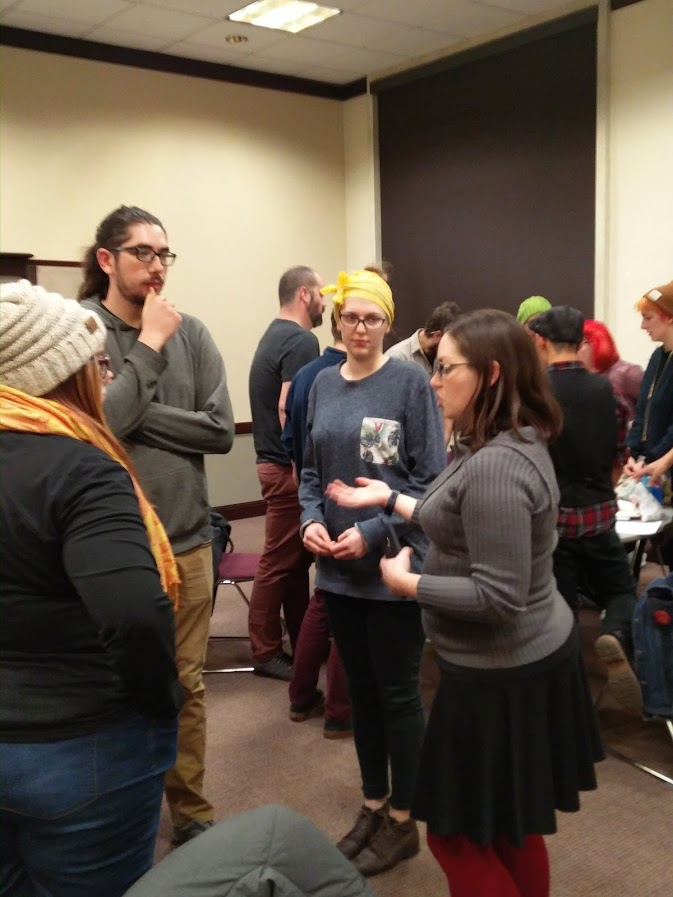
アイダホ州のボイシ州立大学で行われた党員集会（2017年）

DSAは地方レベルで組織され、共通の問題意識を持つ労働組合、共同体、学生活動家と協力している。全国規模でのキャンペーンはニューヨークの党本部で調整される。2018年時点で2つの州支部、85の地方支部、29の青年党員団体、63の組織委員会がDSA公式サイトに掲載されている。また181個の分会も確認されている。
2001年以降、定員12名の全国政治委員会 (National Political Committee)がDSAの指導部として機能している。12名の政治委員は党憲章において「8名以上の女性、4名以上のマイノリティから構成されなければならない」と定めている。委員会で「17番目の票」が必要な場合、党青年団から女性党員と男性党員の代表がそれぞれ選ばれる。全国政治委員会は年4回開催される。全国政治委員会は小委員会として定員6名の指導委員会を開いており、こちらも「2名以上が女性、1名以上が非白人で構成される」と定められており、また党首と青年団指導者が参加する。小委員会は年6回召集されている。
機関紙としては前述した季刊で出版される「Democratic left」（民主的左派）がDSOC時代の1973年から存在しており、2008年には労働問題などを取り扱うブログ「Talking Union」が開設された。他にDSAで重要な役割を果たしてきたコーネル・ウェストが主導する宗教社会主義委員会が冊子「Religious Socialism」を刊行している。

### 学生団

YDSの旗

DSAが公的に承認している党青年団組織はアメリカ青年民主社会主義者(YDS)と呼称され、国際社会主義青年同盟に加入している。YDSの団員と分会は民主社会主義的な政治教育を普及・追求する事、反戦運動・労働運動・学生運動といった社会的正義への参加が奨励される。青年党員向けの機関紙として『赤色の手紙』（The Red Letter）が刊行されている他、「The Activist」というブログが運営されている。全国的な運動ではDSAのキャンペーンを支援し、本拠であるニューヨークでの学生集会を行う事が主軸となっている。2015年8月、アトランタで党青年団全国大会が行われた。
2016年2月にはブルックリンで全国大会が行われ、首都ワシントンでも政治集会が開催されている。2018年、全米最大の右派による政治集会である保守政治活動協議会（CPAC）で登壇した全米ライフル協会のウェイン・ラピエール理事長が社会主義批判の演説でYDSを名指しで批判した事で知名度が上がり、参加者が大幅に増加した。

### 全国党大会
DSAの最終的な方針決定は2年毎に開かれる全国党大会で決定され、2017年に第10回党大会が行われている。2015年2月13日から15日にかけては青年党員の全国集会がマンハッタンで行われた。
| 回数       | 日程                    | 開催場所                                |
| ---------- | ----------------------- | --------------------------------------- |
| 第1回大会  | 1999年11月12日-11月14日 | サンディエゴ （カルフォルニア州）       |
| 第2回大会  | 2001年11月9日–11月11日  | フィラデルフィア （ペンシルバニア州）   |
| 第3回大会  | 2003年11月14日–11月16日 | デトロイト （ミシガン州）               |
| 第4回大会  | 2005年11月11日–11月13日 | ロサンゼルス （カリフォルニア州）       |
| 第5回大会  | 2007年11月9日–11月11日  | アトランタ （ジョージア州）             |
| 第6回大会  | 2009年11月13日–11月15日 | エバンストン （イリノイ州）             |
| 第7回大会  | 2011年11月11日–11月13日 | ヴィーナ （バージニア州）               |
| 第8回大会  | 2013年10月25日–10月27日 | エメリービル （カリフォルニア州）       |
| 第9回大会  | 2015年11月13日–11月15日 | ボリバー（英語版） （ペンシルバニア州） |
| 第10回大会 | 2017年8月3日–8月6日     | シカゴ （イリノイ州）                   |

## 政策

### 民主社会主義
DSAの基本的なイデオロギーは結党時から現在に至るまで、党名に掲げられた民主社会主義（Democratic Socialism）である。創設者のマイケル・ハリントンは民主主義社会学生連合の活動家として、次いでアメリカ社会党の全国委員長を務め、社会党分裂後にDSAの前身となる民主社会主義者組織委員会を結成した。DSAはハリントンの思想を強く受け継いだ組織であり、西側諸国の掲げる資本主義こそが反自由主義的な思想とし、同時に東側諸国が実践する既存の共産主義も同様の存在とした。そしてアメリカの左派を代表する民主党を中道右派、中道左派、左派の「混合物」から西欧各国の社会民主党の様な確固たる「民主的左派」に純化する事を目標とした。民主的で反資本主義的な左翼として、DSAは以下の党憲章を掲げている。
我々は社会主義者である。我々は私益に基いた経済政策、疎外された労働、富と権力の不平等、人種・性別・身分・年齢・出身地・性的指向・宗教・障害などあらゆる差別、暴力や非人道的行為による体制の維持を拒絶する。我々は社会主義者である。我々は資源や生産手段の一元的な管理、計画された経済、公平な再分配、フェミニズム、人種の平等、そして非抑圧的な関係に基づく人道的な社会秩序に向けた理想を共有している。我々は社会主義者である。我々は理想を実現する為、アメリカで民主的な社会主義を現実化し、多数派の意見とする為の政治戦略を追及している。我々の戦略はアメリカの階級社会を把握したものであり、それは過大な経済力を持つ階級と大多数の国民との間に利益相反がある事を意味している。
DSAは長年参加してきた社会民主主義・民主社会主義団体の国際組織である社会主義インターナショナル (Socialist Internationa、SI)からの脱退を第10回党大会で決議した。通過した決議において、今後のDSAは価値観の一致する政党と直接的に協力関係を結ぶ方針が宣言されている。声明でSIに加入を続ける事は同連盟が入会を拒否している政治組織との交流の障害になっていると非難している。反共社会主義を掲げるSIは主要政党のドイツ社会民主党やイギリス労働党の新自由主義的な経済政策への転換（第三の道）を是認し、急進左派とは敵対関係にある。
DSAは他の共産主義・社会的党派に比べて思想面で緩やかな連携を持つと考えられている。DSAも反資本主義・社会主義を標榜する急進左派である点に関しては一致しつつも、様々な政治的な志向が集まった包括政党であるとしている。具体的には党内の派閥として民主社会主義以外にも環境主義に力点を置く環境社会主義派、革命を肯定する革命社会主義派、アナーキズム的な志向を持つリバタリアニズム左派、伝統的な共産主義派、サンダース支持者を中心とする西欧的な社会民主主義派など様々なグループが確認されている。これらの勢力は長期的にアメリカの資本主義社会を終焉させ、社会主義を実現する事で一致している事を以下の声明で示している。
明日、資本主義社会が終わるとは誰も考えていない。だからこそDSAは企業の力を弱め、労働者を救う為の改革に力を尽くしている。

#### 民主制
DSA創設者であるマイケル・ハリントンは多くの社会主義者がそうであるようにマルクス主義に多大な影響を受けつつも、西側諸国の民主主義的価値観に沿った解釈を行った。ソヴィエト連邦の官僚主義・統制的な手法や東側諸国への介入を批判し、東側諸国がマルクス主義の実践例とする「現実の社会主義」（Real socialism）には賛同しなかった。1980年代の時点で彼は以下のように述べている。
ではこう言いましょう。マルクスは小さなdが付いた民主主義者（democratic）だったのです。民主社会主義者は計画経済、資源や生産の管理によって人道的な社会秩序を目指します。…そして人種の平等。私たちはこの国のリベラリストと共通の差し迫った目標を持っています。最良のリベラリズムは社会主義に通じているのですから。…出来る限りは左翼でありたいと私は思っています。
ハリントンは西側諸国と東側諸国との対立回避に努力していたドイツ社会民主党のヴィリー・ブラントの東方外交を称賛しており、彼がスパイ事件で失脚した事を惜しむ記事を書いている。冷戦末期にソ連でミハイル・ゴルバチョフがペレストロイカを開始するとハリントンとDSAはこの動きを支持した。1989年、「Democratic left」はブルガリア出身の社会学者ボグダン・デニッチによる以下の文章を掲載した。
民主主義者及び社会主義者の目標とすべきは…ソヴィエト・ブロックによる改革の好機を助ける事である。…上からの自由化や経済改革を助けながら、下からの民主主義の萌芽と関わり、勇気付ける事に社会主義者は積極的であるべきだ。
民主的な社会主義の実現は結党から現在に至るまでDSAの目的であり続けているが、その具体的な方針や目標は必ずしも明確ではない。かつてDSAが刊行した民主社会主義についての公式見解を掲載したリーフレットである「民主社会主義とは何か？」によれば、「現時点で民主的な社会主義を完全に実現した国家はありません」と回答している。その上で参考にすべき国家の実例として「カナダの国民医療保険制度」「フランスの充実した育児支援」「ニカラグアの識字率改善への取り組み」「スウェーデンの福祉国家論」などを挙げている。また「豊かな経済成長と経済的平等」の両立を実現した北欧や西欧の一部における社会民主主義勢力を称賛している。
ハリントンはマルクス主義の「市場が解体された、国境のない社会」という歴史的目標が困難であったとしても、それが「誰かが食事をしている間、飢える人々も存在する」ことの正当化にはならないと明言した。

#### 経済政策
DSAにおいて特徴付けられる社会主義の理念として、公営企業や労働者の協同組合を含めた社会的所有に関する一連の規則を補助する事が可能な、最大限の分権化に基いた経済システムが挙げられる。民主社会主義による計画経済は市場経済を完全には否定せず、民主的な経済を計画する一種の混合経済を支持している。労働者によって生産手段を管理する協同組合や、使用者と労働者の合議によって運営される公営企業も社会的所有の一形態であり、民主的な社会主義者は分権的な政策によってこうした経済システムを保護するとしている。
資本が集中するエネルギー産業や鉄鋼業に対しては完全国有化が必要な可能性を示唆しているが、大部分の産業は協同組合による労働者の自主的な判断が最善であるとしている。DSAによれば、長年に亘って民主社会主義は全てを一元的に管理する教条的な計画経済への反対を続けていると主張している。輸送・住宅・エネルギーといった分野に大規模な社会的投資が必要ではあるが、消費需要を適切に設定する為には自由市場が必要である為である。
総論としてDSAはアメリカの資本主義経済を直ちに社会主義化する事は非現実的と考えており、当面は労働運動や政府の規制を通じて民間企業の公益上の責任を高める事が重要としている。短期的に民間企業を排除する事はできなくとも、労働者の団結によって民主的管理の元に置く事は可能としている。同様に低賃金の労働者を雇用する為に後進国へ工場を移転させたり、環境を破壊する事を税制や法規制で阻止する事も有効な戦術と見做している。

#### 労働運動
DSAは長年に亘ってアメリカの労働運動を擁護・支援し、また国際的な労働者の団結を強化する事を主張してきた。15ドルの闘争を含めた複数の最低賃金引上げを求める運動にも積極的に参加している。ただしDSAは全ての労働者が満足に暮らしていけるだけの最低賃金が必要であるとの信念を持っているが、その戦いはより人道的な経済システムを作り上げる為の最初の一歩でしかないと考えている。結局のところ、最低賃金は低賃金労働であったとしても職業を得る事ができた幸運な人々にしか機能せず、また労働者であっても健康手当、退職金、適切な教育の不足などに対して十分とはいえないからである。
ユニオン・ショップを規制するタフト＝ハートリー法などの「労働権法」への反対運動も行っている。こうした法律は団体交渉の結果として得られた権利の効果を低下させ、労働者に不利益を与えるとしている。労働権法は労働組合を意図的に弱めようとしており、「労働権」は「貧しい労働の権利」でしかないとしている。DSAの党史において自由市場と企業がヘゲモニーを得る為、金融エリート達が闘争的な労働組合を破壊する策動を行ってきた批判としている。公正で持続可能な経済を形成する為、富の生産はそれに従事する人々（プロレタリアート）によって民主的に管理される必要があるとしている。また幅広い支持層を持ちながら一体化された組合組織を作り上げ、維持する為に労働者間の差別意識を克服して人種・民族・性別・性的趣向・障害といった様々な違いを乗り越える必要があると主張している。
社会主義者として、闘争的で活発な労働運動がなければ力強い社会主義運動も発生し得ないと私達は思っています—民主社会主義者労働者委員会

### その他のイデオロギー

#### 反帝国主義
DSAは大国による侵略や内政干渉といった覇権主義に強い反対を示し、反帝国主義による積極的な介入反対や反戦運動を展開している。2013年、他政策に関して協力関係にあった民主党のバラク・オバマ政権がシリア内戦に介入した事については支持しないとしている。DSAは「我々もバッシャール・アル＝アサド大統領とシリア・バース党の独裁と弾圧は非難するが、対テロ戦争の失敗はアメリカの軍事行動によって問題が解決しない事を示している」とした。
2016年、オバマ政権が反米・反資本主義を強めるベネズエラへの経済制裁の強化を決定した事を非難し、ベネズエラ統一社会党及びニコラス・マドゥーロ政権との連帯を声明した。声明文では制裁を議会で主導したとされる共和党のマルコ・ルビオ上院議員も名指しされており、議会と大統領の双方に「直ちに経済制裁を解除し、合法的かつ民主的に選出されたベネズエラの政府を弱体化させる行動を停止する様に要求する」としている。
2017年、第10回党大会でパレスチナ問題に対する反イスラエル決議が行われ、パレスチナ独立運動との連帯が声明された。DSAはアメリカ国内のパレスチナ系移民へのあらゆる迫害に反対し、言論・集会・教育の自由を擁護するとした。決議案ではイスラエル政府のパレスチナ政策をアパルトヘイトと同様の行為であると批判している 。警備中のイスラエル兵に平手打ちをして拘束されたパレスチナ人活動家アヘド・タミミの支援も表明するなど、幾度もパレスチナ解放への賛意に言及している。同年には新たに成立したドナルド・トランプ政権がそれまでのシリア内戦への間接的な介入に留まらず、ミサイル攻撃による直接介入を行った事を国際法違反として非難した。
2018年、ジャマル・カショギ暗殺事件についてサウジアラビアによる言論弾圧を非難するとともに、同国のイエメンへの侵略と封鎖政策をアメリカが同盟国として支援する事を中止する様に求めた。
2019年、DSAは経済崩壊状態に陥ったベネズエラにトランプ政権が圧力を強化し、また親米政治家としてフアン・グアイドを擁立しようとする動きに反対している。声明文ではマドゥロ政権が反民主主義の傾向を強める事を指摘しつつも、グアイドら野党勢力も民主的でない手法を用いており、何よりDSAは内政干渉の正当化を許さないとしている。以前から主張している様に経済制裁がベネズエラの経済混乱を生じさせた根本的な原因であり、ベネズエラのボリバル主義と連帯して経済制裁の解除を求めるとした。DSAと協力するバーニー・サンダース上院議員、アレクサンドリア・オカシオ＝コルテス下院議員らも相次いでベネズエラ問題への内政干渉反対を声明した。
近年のアメリカでは急進左派へのレッテルに「キューバ」「ソ連」という旧東側陣営に代わって、冷戦後に21世紀の社会主義を掲げた「ベネズエラ」を用いる傾向にある。DSAは中間選挙で影響力を高めた急進左派への悪印象を与える事がベネズエラ介入の真意として内政干渉はベネズエラにとっては現実であり、レトリックではないと戒めている。

#### 反ファシズム・反ナチズム
DSAは社会主義勢力としてネオナチなど人種主義への反対や、反ファシズム運動への参加も重要視している。人種主義者やアメリカ南部の国粋主義者が称揚するアメリカ南部連合国の記念碑撤去を求める運動、これに反対してネオナチ、ネオファシズム、新興右翼（オルタナ右翼）、国粋主義者、人種主義者、南部主義者など様々な極右勢力がシャーロッツビルで行ったユナイト・ザ・ライト・ラリー、同時期に行われたボストン・フリースピーチ・ラリー、カリフォルニア大学バークレー校が異色の経歴を持つ極右政治家マイロ・ヤノプルスを招いた事の是非を巡って発生した2017年バークレー闘争などに反対派として関与している。
DSAは自身をアメリカにおけるファシズムの台頭を阻止する存在と位置付け、国際主義やアンティファとの協力を図っている。反ファシズムやブラック・ライヴズ・マターの様な反人種差別に対する警察の捜査に関しても批判している。DSAは反ファシズムは資本主義との戦いに関連するとしており、「より広範な差別構造を打ち破る事ができるのは、それを生み出した資本主義を打倒することによってのみ可能となる」と主張している。またネオファシズムの暴力から移民を守る事でより多文化的な労働者階級の運動を構築を目指している。DSAは一元化された左翼勢力が人民戦線として問題に取り組み、ファシズム的な団体や行動を抑え込んでいく事が必要であるとしている。

#### フェミニズム・性的少数者
DSAは源流の一つであるニューアメリカ運動（NAM）を通じてフェミニズムに親和性を持ち、フェミニズム社会主義の政治運動と関係しており、女性解放運動の中心には子供を産む権利があるとする。DSAは民主社会主義とフェミニズム社会主義を関連付けて「妊娠調節（避妊）と安全な中絶は単一支払者制度のユニバーサルヘルスケアが包括的に補償すべき内容である」とする。運動方針としてはコミュニティ内で草の根民主主義的に支持を広げていく事を重要視し、性的少数者のコミュニティーとの連携も主張している。彼らは資本主義は人種主義のみならず性差別の上に成り立つとしている。
DSAは資本主義社会でのLGBTQIA+（レズビアン、ゲイ、バイセクシャル、トランスジェンダー、クィア、インターセックス、アセクシュアル、これらに含まれない全ての性的少数者）コミュニティへの差別に反対している。LGBTQIA+に属する人々に平等な権利を保障し、住居・仕事・教育・医療・公共施設の利用で差別が行われない様に取り組んでいる。同性婚にも賛成しているが、それは人間関係の多様性を認める寛容さの一歩でしかないとしている。

## 読書案内
- Kate Aronoff (August 7, 2017). "Are the Democratic Socialists of America for Real?". The New Republic. Retrieved June 30, 2018.
- Joel Freedman (November–December 1981). "No Enemies on the Left as DSOC and NAM Merge". New America. New York. vol. 18. no. 6. p. 5.
- Jennifer Swann (February 8, 2017). "How Democratic Socialists Are Building on Bernie's Momentum". Rolling Stone. Retrieved June 30, 2018.
- "DSA Members Comment on Their 2017 Convention". Portside.org. August 24, 2017. Retrieved June 30, 2018.